# Manóza
Manóza (mannosa) je monosacharid s šesti uhlíky (hexóza) a aldehydovou skupinou (aldóza). Je jedním z biologicky významných sacharidů. Je 2-epimerem D-glukosy (tzn. cukry se liší jen konfigurací na druhém atomu uhlíku). Důležitým zdrojem manózy jsou kvasné produkty, protože buněčná stěna kvasinek obsahuje velké množství mananů (polymanosylových řetězců). Manóza je součástí jádra N-glykosidicky vázaných oligosacharidů, v nichž může také tvořit manosylové antény (ramena) (manózový a hybridní typ N-glykanů).

## Biosyntéza a degradace
Biosyntéza vychází z glukózy, která je převedena na fruktózu, poté následuje redukční epimerizace keto skupiny fruktózy a oxidaci -OH skupiny na C1.
Při degradaci je nejprve manóza fosforylována kinasou na manóza-6-fosfát a pak převedena na odpovídající ketózu (což je fruktóza), dále už běží standardní glykolýza.

## Biologicky významné deriváty
- L-rhamnóza – 6-deoxy-L-manóza
- sialové kyseliny

L-rhamnóza
kyselina N-acetylneuraminová (kyselina sialová)
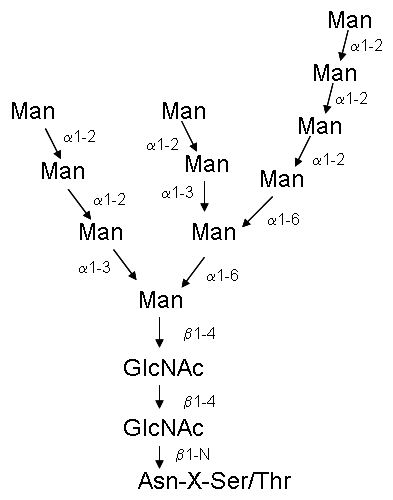
manózový typ N-glykanu